# McAllaster (Kansas)
McAllaster est une ville fantôme située dans le comté de Logan, dans le Kansas, aux États-Unis.

## Histoire
McAllaster commence à être tracé en 1887.
Le bureau de poste de McAllaster a été fermé en 1953.
De cette ancienne communauté, il ne reste qu'une seule maison tenant encore debout.

## Paléontologie
La ville est principalement connu pour sa butte portant son nom, où ont été découverts les premiers fossiles connus du célèbre plésiosaurien Elasmosaurus en 1867. D'autres fossiles pouvant possiblement appartenir à ce dernier ont été découverts depuis, et la localité est datée de l'étage Campanien du Crétacé supérieur,,.